# Siegmund (Österreich-Tirol)

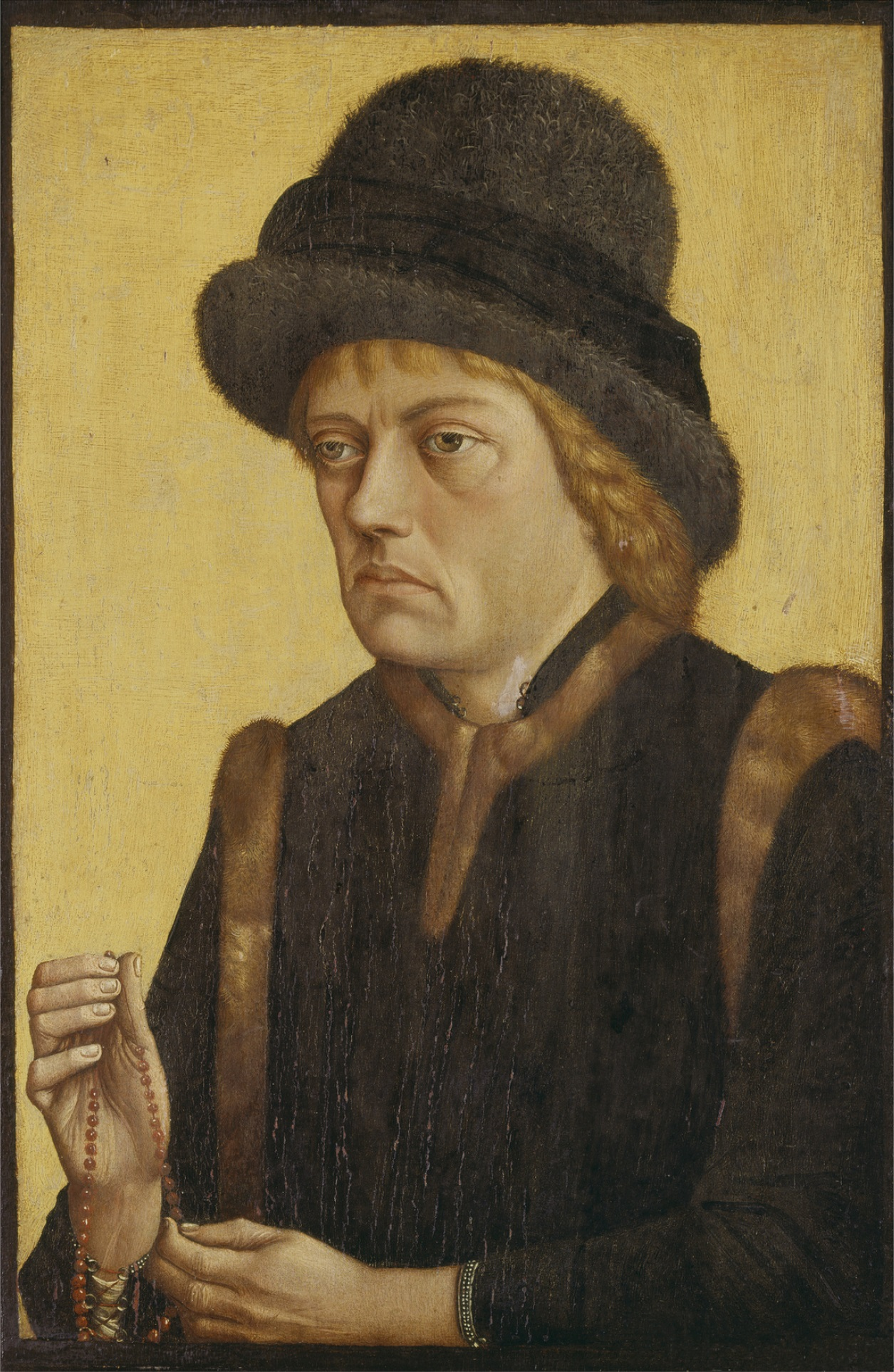
Sigismund von Tirol (Alte Pinakothek, München)

Si(e)gmund oder Sigismund, genannt der Münzreiche, auch Herzog Siegmund von Tirol (* 26. Oktober 1427 in Innsbruck; † 4. März 1496 in Innsbruck), war Titularerzherzog von Österreich und Regent von Oberösterreich (Tirol und Vorderösterreich).
Wahlspruch:
Um einen mit eingelegter Lanze rechts einsprengenden gepanzerten Reiter die Devise: Laudanda est voluntas.

## Leben
Siegmund gehörte der leopoldinischen Linie der Habsburger an. Er war der Sohn Herzog Friedrichs IV. und seiner zweiten Ehefrau Anna von Braunschweig-Göttingen (1390–1432), Tochter Herzog Friedrichs und seiner Ehefrau Anna von Sachsen.
Als sein Vater starb, war Siegmund gerade einmal zwölf Jahre alt. Friedrich III., dessen Vetter er war, wurde zu seinem Vormund bestellt. Um den Einfluss gegen Westen auszuweiten, sollte Siegmund die französische Prinzessin Radegunde ehelichen, die älteste Tochter König Karls VII. des Siegreichen. Diese starb aber vor der Eheschließung im Jahre 1445. Da Tirol eine lukrative Einnahmequelle für Friedrich war, hielt er Sigmund bis zu seinem 19. Lebensjahr praktisch gefangen. Erst als die Tiroler Stände ihm mit Krieg drohten, ließ er den jungen Sigmund ziehen.

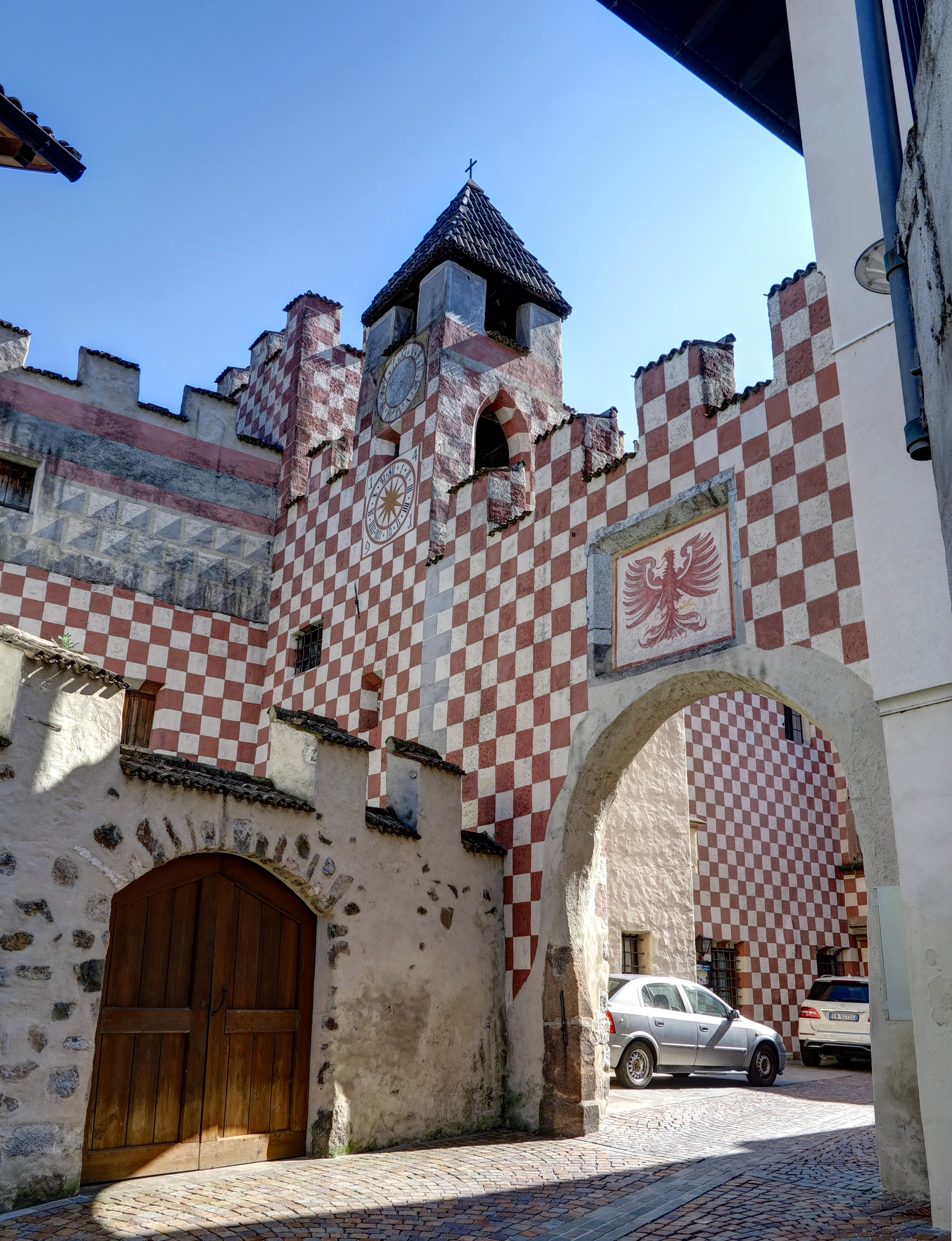
Unter Siegmund errichtete Zollstätte in Kollmann bei Barbian in Südtirol

1446 nahm Sigmund seine Regentschaft über Tirol und Vorderösterreich auf, sein Regierungssitz wurde Innsbruck. Er hatte, bis zu dessen Tod, einen Konflikt mit Nikolaus Cusanus, dem damaligen Bischof von Brixen, um die Gebiete des Inn-, Eisack- und Pustertales. Am 12. Februar 1449 heiratete Sigmund in Innsbruck in erster Ehe Prinzessin Eleonore von Schottland (1431–1480), Tochter König Jakobs I. von Schottland und seiner Ehefrau Joan Beaufort.
Im Jahr 1451 erwarb er die halbe Grafschaft Bregenz von Elisabeth von Hochberg (Hachberg), der Erbtochter des Wilhelm VII. von Montfort († 1422). 1453 gewann er auch Tannberg und Mittelberg (Großes und Kleines Walsertal) und setzte seine Gemahlin Eleonore als Herrscherin ein.  Im selben Jahr bestätigte er dem  Augsburger Bischof Peter von Schaumberg die Rechte des Hochstifts Augsburg  über dessen Besitzungen im Inntal und an der Etsch. Am 10. Mai 1458 erhielt er im Erbstreit Habsburgisch-Schwaben von Erzherzog Albrecht VI., das er jedoch 1461 wieder an diesen abtrat.
Der Konflikt mit dem inzwischen zum Kardinal gekürten Nikolaus Cusanus, der sich an besitzrechtlichen Problemen entzündete, wuchs sich zu einem Grundsatzstreit zwischen kirchlicher und weltlicher Gewalt aus und hatte für Sigmund 1460 den Kirchenbann durch Papst Pius II. zur Folge.

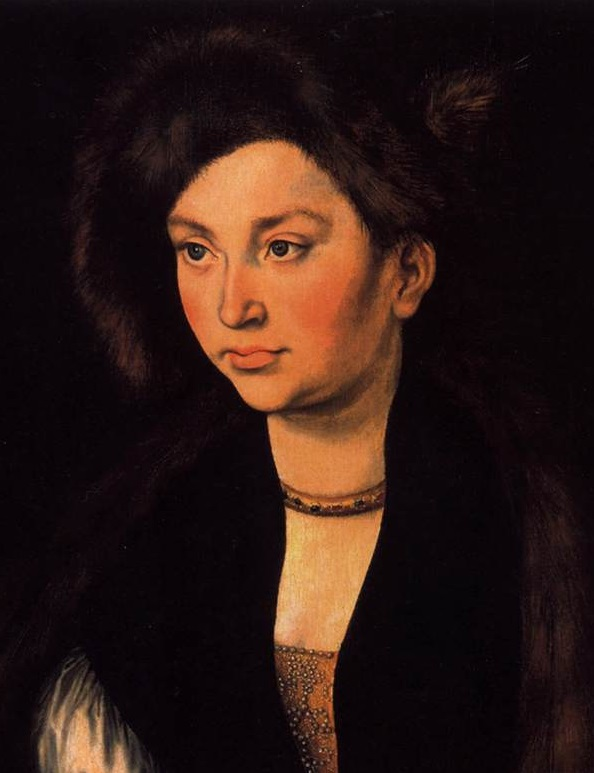
Prinzessin Katharina von Sachsen

Der Waldshuterkrieg (1468) zwischen der Alten Eidgenossenschaft und Herzog Siegmund sowie dessen vorderösterreichischem Adel wurde am 27. August 1468 durch einen Friedensvertrag (die sogenannte Waldshuter Richtung) beendet. Da er wegen seines ausschweifenden und zügellosen Lebensstils eine große Menge an Schulden anhäufte, verpfändete er 1469 durch den Vertrag von Saint-Omer an Karl dem Kühnen (den Herzog von Burgund) die Grafschaft Pfirt (das Erbe seiner Urgroßmutter), die Landgrafschaft Elsaß, den Breisgau und einige weitere Städte, behielt aber den Sundgau und für sich das Recht auf Rückkauf. Er erwarb 1474 mit der Grafschaft Sonnenberg, die er Eberhard I. von Waldburg-Sonnenberg abkaufte, weiteres Gebiet im späteren Vorarlberg.
In Rahmen eines Bündnisvertrages der vier Reichsstädte Straßburg, Basel, Colmar und Schlettstadt mit den Eidgenossen, der Niederen Vereinigung, kam es auch 1475 zur Versöhnung zwischen Siegmund und den Eidgenossen in der sogenannten Ewigen Richtung.
1453 wurde Sigmund von Kaiser Friedrich (gemeinsam mit ihm selbst und den anderen Habsburgerherzögen) offiziell zum Erzherzog erhoben.
Am 24. Februar 1484 heiratete er in Innsbruck in zweiter Ehe die 16-jährige Prinzessin Katharina von Sachsen (1468–1524), Tochter Herzog Albrechts des Beherzten von Sachsen und dessen Ehefrau Sidonie von Böhmen. Die Ehe blieb kinderlos. Allerdings soll Siegmund eine große Zahl unehelicher Kinder gehabt haben. Diese Kinder begannen – zu Ehren ihres Großvaters – seinen Kosenamen zu führen.
Noch im gleichen Jahr verlegte er die Tiroler landesfürstliche Münzprägestätte von Meran nach Hall in Tirol, wodurch er für diese Stadt – als damaliges Zentrum des Tiroler Salzhandels und westliche Kopfstation der Innschifffahrt – den Aufstieg zur wichtigsten Handelsstadt des Landes einleitete. Der Münzreiche gilt somit auch als Vater des in Hall 1486 erstmals geprägten, berühmten Guldiners, der ein Vorbild für die gesamte Europäische Talerprägung (16.–18. Jahrhundert) wurde. Zugleich – im Laufe des gesamten letzten Viertel des 15. Jahrhunderts – ließ Sigmund die bei Bozen gelegene Burg Firmian zur monumentalen, nach ihm benannten Militärfestung Sigmundskron ausbauen, um über eine Garnison an der Grenze zum oberitalienischen Raum zu verfügen.

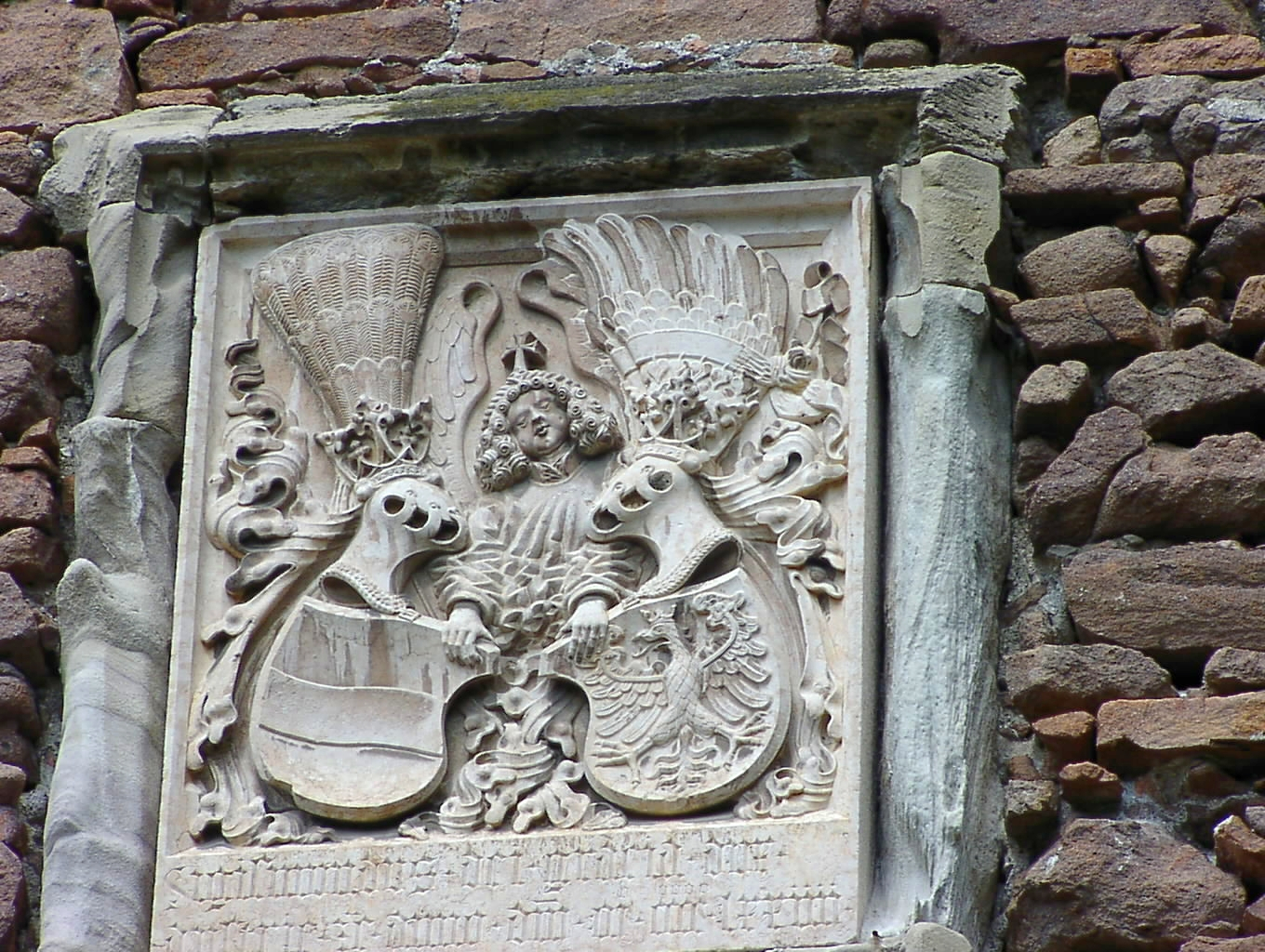
Portalwappenstein Herzog Sigmunds an der Feste Sigmundskron bei Bozen, datiert 1474

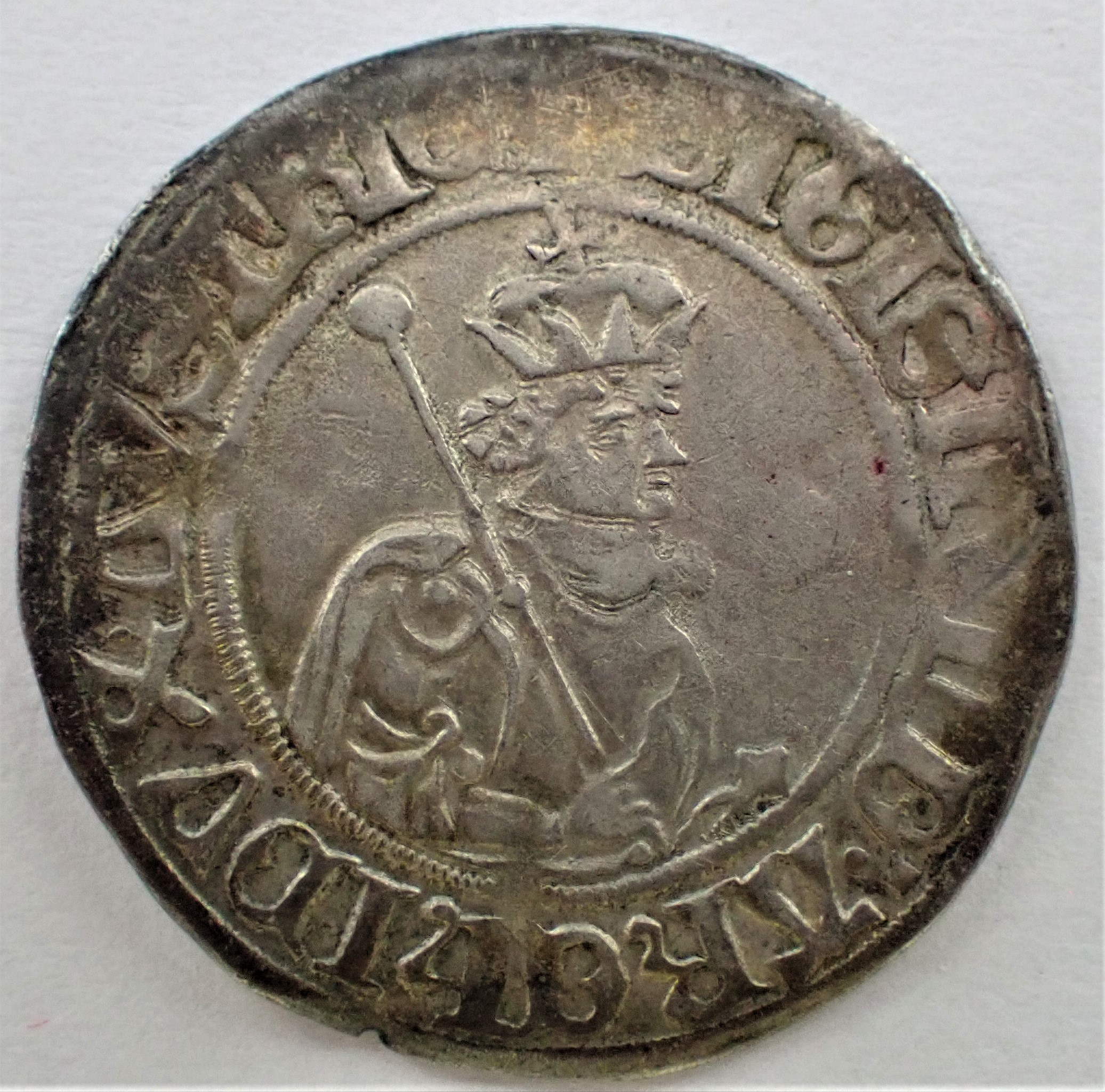
6 Kreuzermünze mit Porträt Sigismunds des Münzreichen

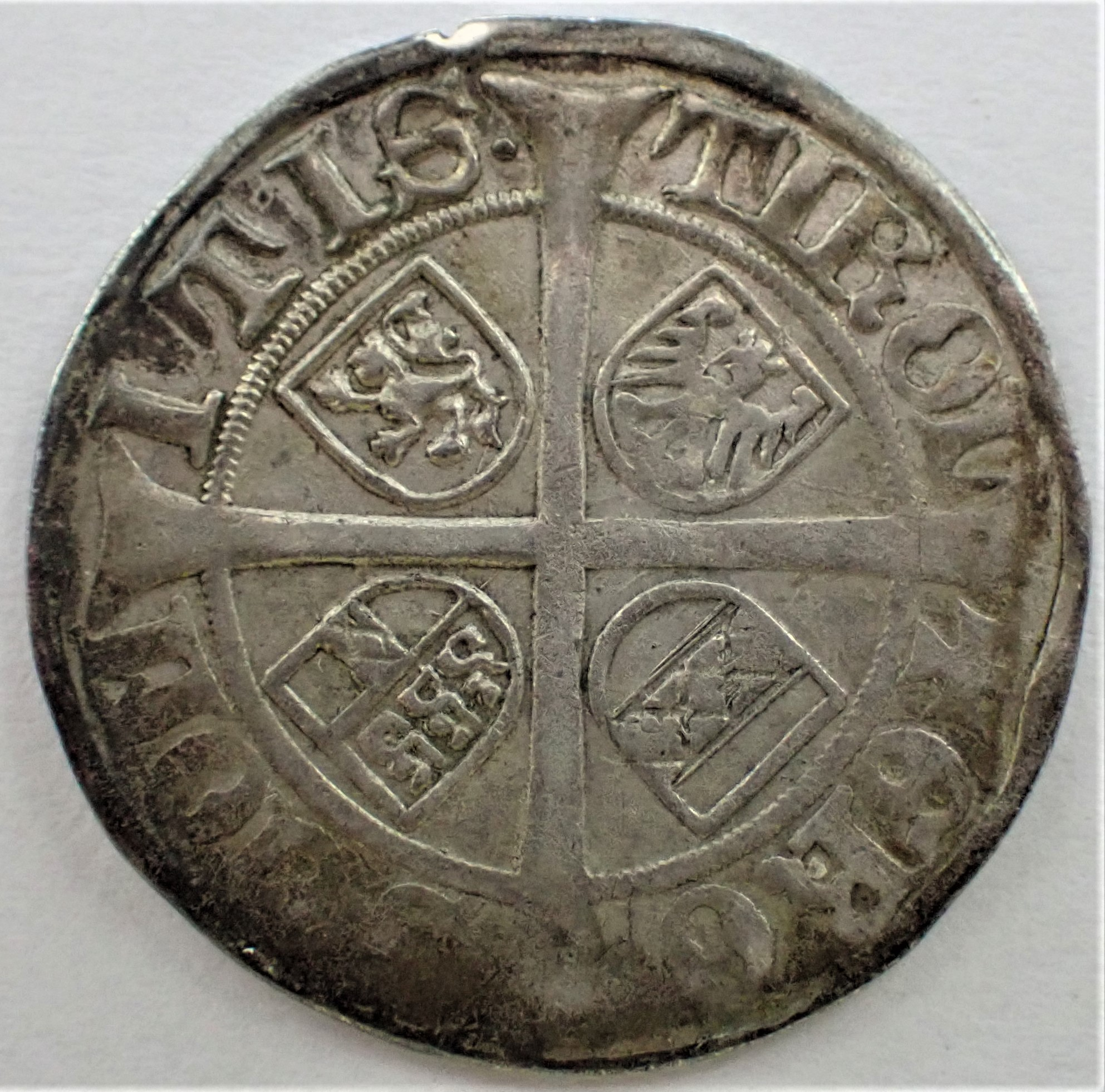
Rückseite der 6 Kreuzermünze mit Wappen

Herzog Siegmund förderte an seinem Hof humanistische Literaten und Übersetzer wie Heinrich Steinhöwel sowie die Produktion juristischer, historiografischer und anderer Schriften und besoldete bedeutende Mediziner seiner Zeit wie der Gewerbehygieniker Ulrich Ellenbog und Adolph Occo oder dem mit empirisch-volksmedizinischem Wissen (im Jahr 1488) auf die Behandlungsbedürfnisse von Herzog Siegmund und des Innsbrucker Hofs eingehenden Klaus von Matrei als Leibärzte.
1486 kaufte der Herzog von Bayern-Landshut Georg von Sigmund für 52.011 Gulden die an den Bischof von Augsburg verpfändete Markgrafschaft Burgau einschließlich Günzburg. 1487 kaufte Georg zusammen mit seinem Vetter Albrecht IV. von Bayern-München für 50.000 Gulden von Herzog Sigmund für 10 Jahre die Verwaltung der vorderen Lande Tirols. Dies missfiel jedoch Kaiser Friedrich III. Gegen die Expansionsbestrebungen der beiden Wittelsbacher rief er den Schwäbischen Bund ins Leben. 1489 musste Georg als Preis für den Friedensschluss mit dem Kaiser nicht nur 36.000 Gulden bezahlen, sondern auch auf die Markgrafschaft Burgau verzichten. Am 10. Juli 1489 schloss Georg auch Frieden mit dem Schwäbischen Bund und trennte sich von Albrecht.
Sigmund begann derweil 1487 einen Angriffskrieg gegen Venedig, der jedoch beiden Seiten keinen Gebietsgewinn brachte. Eine Folge dieses Konflikts war die Verlegung der bedeutenden Bozner Märkte nach Mittenwald, und in Abhängigkeit von seinem Geldgeber Georg Gossembrot, dem Burgherrn von Ehrenberg bei Reutte, erließ Siegmund im Jahr 1488 eine Weisung, Waren nach Augsburg über Telfs und den Fernpass und nicht mehr über den Zirler Berg, Seefeld und Scharnitz zu transportieren. 1490 musste er auf massives Drängen der Tiroler Stände hin die Regierungsangelegenheiten an König Maximilian I. übergeben, und das ganze Habsburgerreich kam wieder in gemeinsame Hand.
Als Erzherzog Sigmund 1496 starb, erlosch die Tiroler Nebenlinie der leopoldinischen Linie. Er wurde im Stift Stams beigesetzt, wo eine Statue im so genannten Österreichischen Grab an ihn erinnert.

## Genealogie

### Vorfahren
|  |                                                                                          |  |  |  |  |  |  |  |  |  |  |  |  |
|  | Albrecht der Weise/Lahme (1298–1358), Herzog von Österreich Haus Habsburg                |  |  |  |  |  |  |  |  |  |  |  |  |
|  |                                                                                          |  |  |  |  |  |  |  |  |  |  |  |  |
|  |                                                                                          |  |  |  |  |  |  |  |  |  |  |  |  |
|  | Leopold der Gerechte (1351–1386), Herzog von Österreich, dann Herzog von Innerösterreich |  |  |  |  |  |  |  |  |  |  |  |  |
|  |                                                                                          |  |  |  |  |  |  |  |  |  |  |  |  |
|  |                                                                                          |  |  |  |  |  |  |  |  |  |  |  |  |
|  | Johanna von Pfirt (1300–1351) Haus Scarponnois                                           |  |  |  |  |  |  |  |  |  |  |  |  |
|  |                                                                                          |  |  |  |  |  |  |  |  |  |  |  |  |
|  |                                                                                          |  |  |  |  |  |  |  |  |  |  |  |  |
|  | Friedrich mit der leeren Tasche (1382–1439), Herzog in Oberösterreich                    |  |  |  |  |  |  |  |  |  |  |  |  |
|  |                                                                                          |  |  |  |  |  |  |  |  |  |  |  |  |
|  |                                                                                          |  |  |  |  |  |  |  |  |  |  |  |  |
|  | Bernabò Visconti (1323–1385), Herr von Mailand Haus Visconti                             |  |  |  |  |  |  |  |  |  |  |  |  |
|  |                                                                                          |  |  |  |  |  |  |  |  |  |  |  |  |
|  |                                                                                          |  |  |  |  |  |  |  |  |  |  |  |  |
|  | Viridis Visconti (1350–1414)                                                             |  |  |  |  |  |  |  |  |  |  |  |  |
|  |                                                                                          |  |  |  |  |  |  |  |  |  |  |  |  |
|  |                                                                                          |  |  |  |  |  |  |  |  |  |  |  |  |
|  | Beatrice della Scala († 1384) Familie der Scaliger                                       |  |  |  |  |  |  |  |  |  |  |  |  |
|  |                                                                                          |  |  |  |  |  |  |  |  |  |  |  |  |
|  |                                                                                          |  |  |  |  |  |  |  |  |  |  |  |  |
|  | Siegmund der Münzreiche (1427–1496), Erzherzog in Oberösterreich                         |  |  |  |  |  |  |  |  |  |  |  |  |
|  |                                                                                          |  |  |  |  |  |  |  |  |  |  |  |  |
|  |                                                                                          |  |  |  |  |  |  |  |  |  |  |  |  |
|  | Magnus II. Torquatus (1324–1373), Herzog zu Braunschweig-Lüneburg Haus der Welfen        |  |  |  |  |  |  |  |  |  |  |  |  |
|  |                                                                                          |  |  |  |  |  |  |  |  |  |  |  |  |
|  |                                                                                          |  |  |  |  |  |  |  |  |  |  |  |  |
|  | Friedrich I. (1357/8–1400), Herzog zu Braunschweig und Lüneburg                          |  |  |  |  |  |  |  |  |  |  |  |  |
|  |                                                                                          |  |  |  |  |  |  |  |  |  |  |  |  |
|  |                                                                                          |  |  |  |  |  |  |  |  |  |  |  |  |
|  | Katharina von Anhalt-Bernburg                                                            |  |  |  |  |  |  |  |  |  |  |  |  |
|  |                                                                                          |  |  |  |  |  |  |  |  |  |  |  |  |
|  |                                                                                          |  |  |  |  |  |  |  |  |  |  |  |  |
|  | Anna von Braunschweig (1390–1432)                                                        |  |  |  |  |  |  |  |  |  |  |  |  |
|  |                                                                                          |  |  |  |  |  |  |  |  |  |  |  |  |
|  |                                                                                          |  |  |  |  |  |  |  |  |  |  |  |  |
|  | Wenzel I. (1337–1388), Herzog von Sachsen-Wittenberg Haus der Askanier                   |  |  |  |  |  |  |  |  |  |  |  |  |
|  |                                                                                          |  |  |  |  |  |  |  |  |  |  |  |  |
|  |                                                                                          |  |  |  |  |  |  |  |  |  |  |  |  |
|  | Anna von Sachsen-Wittenberg († 1426)                                                     |  |  |  |  |  |  |  |  |  |  |  |  |
|  |                                                                                          |  |  |  |  |  |  |  |  |  |  |  |  |
|  |                                                                                          |  |  |  |  |  |  |  |  |  |  |  |  |
|  | Cäcilia von Carrara                                                                      |  |  |  |  |  |  |  |  |  |  |  |  |
|  |                                                                                          |  |  |  |  |  |  |  |  |  |  |  |  |
|  |                                                                                          |  |  |  |  |  |  |  |  |  |  |  |  |

### Nachkommen
Aus erster Ehe 1449 mit Prinzessin Eleonore (1431–1480), Tochter des Königs Jakob I. von Schottland und dessen Ehefrau Joan Beaufort gab es keine Nachkommen. (Dass es einen – verschiedentlich in der Literatur erwähnten – Sohn Wolfgang (*/† 20. November 1480) gegeben habe, gilt inzwischen als widerlegt. Hier dürfte eine Verwechslung mit dem bereits als Kind verstorbenen gleichnamigen älteren Bruder des Herzogs vorliegen.)
Auch aus zweiter Ehe 1484 mit Prinzessin Katharina (1468–1524), Tochter des Herzog Albrecht des Beherzten von Sachsen und dessen Ehefrau Prinzessin Sidonie von Böhmen erwuchsen keine Nachkommen.
Mit Sigismund endete die Tiroler Nebenlinie der Habsburgischen Leopoldiner.

## Varia
Im Wiener Schloss Belvedere befindet sich ein Porträt von Sigismund dem Münzreichen, bei dem auf dem Wams des Dargestellten eine Fliege abgebildet ist. Es ist unklar, ob diese Fliege als Symbol der Vergänglichkeit interpretiert werden muss oder als Trompe-l’œil: Bereits bei Flavius Philostratos findet sich die Geschichte eines Malers, der das Talent eines Konkurrenten anerkennen musste, nachdem er versucht hatte, eine gemalte Fliege zu verjagen. Ähnliches wurde auch über den jungen Giotto und seinen Lehrmeister berichtet.